# 伊藤典夫
伊藤 典夫（いとう のりお、1942年10月5日 - ）は、日本の翻訳家、SF研究家、アンソロジスト。日本SF作家クラブ名誉会員。
十代で商業誌に翻訳を載せた早熟の翻訳家である。1960年代に『SFマガジン』誌に連載した「SFスキャナー」などを通じて海外SFを精力的に日本に紹介するとともに、今日にいたるまで多数の名作を翻訳して、戦後の日本におけるSFの発展に尽力した。
また、同業者の浅倉久志と共に、R・A・ラファティ、コードウェイナー・スミス、ジェイムズ・ティプトリー・Jr.といった異色の実力派作家を日本に紹介した。カート・ヴォネガット・ジュニアの作品も、浅倉と分担して翻訳・紹介した。

## 経歴
静岡県浜松市出身。浜松は太平洋戦争中には航空基地があり、戦後はアメリカ軍が進駐していた。1958年、中学3年の冬に「宇宙塵」に入会する。
高校時代に、大阪出身で浜松で就職していた浅倉久志と「宇宙塵」の同人どうしということで知り合う。のち、SF翻訳家として先んじてデビューした伊藤の紹介により、浅倉もSF翻訳家となった。浜松の古本屋で『ギャラクシー』や『F&SF』を入手する。高校時代に浜松の古本屋でぺーバーバックスを100冊集め、同時に雑誌『マンハント』にも熱中する。
SFに熱中するあまり大学受験に失敗し、浪人して横浜国立大学と早稲田大学に合格したが「横浜より東京の方が洋書専門店が多い」という理由で早稲田に進学した。ワセダミステリクラブにて、のちのミステリ翻訳家大井良純や編集者戸川安宣（戸川は立教ミステリ・クラブ）らと交流。1962年、リチャード・マシスン「男と女から生まれたもの」の翻訳が「S-Fマガジン」に掲載され翻訳家デビュー。
早稲田大学在学中、19歳のときに『宇宙塵』誌上で三島由紀夫のSF小説『美しい星』を酷評し、三島を激怒させたことがある。なお、このとき伊藤の批評を三島に知らせた北杜夫によると、伊藤に憤慨した三島は、かつて『宇宙塵』第71号に随想「一S・Fファンのわがままな希望」を寄せたことを悔やんで「あんな雑誌、書かなきゃよかったな」と発言したという。
また、大学時代は神保町の古本街で、SFの原書を探し回るのを野田昌宏と競いあい、「どうもライバルがいるらしい」ということで互いの存在を知る。洋書で知られる古書店『東京泰文社』の店長の紹介で初めて出会う（なお、伊藤のほうは『宇宙塵』での連載「SFつれづれ草」で野田のことを知っていた）。
早稲田大学第一文学部仏文科を中退。
「一の日会」などSFファンダムでも活動。また、1966年2月から筒井康隆、平井和正、豊田有恒、大伴昌司と共同で、SFプロ作家の評論を掲載する同人誌『SF新聞』を刊行したが、数号で休刊となった。野田昌宏と、SF書誌を研究する会「SFセミナー」を結成していたこともある。1970年の第9回日本SF大会TOKON5では実行委員長を、1980年の第19回日本SF大会TOKON7では名誉実行委員長をつとめた。
本業の翻訳以外では、パロディ的なギャグ文を得意とし、1960年代には水野良太郎、豊田有恒、広瀬正、小鷹信光、片岡義男（テディ片岡）、しとうきねおらとユニット「パロディ・ギャング」を組んで活動した。また、筒井康隆が編集の雑誌『面白半分』に、「世界文学名作メチャクチャ翻訳」を連載した。ハーラン・エリスン編のアンソロジー『危険なヴィジョン』の訳者あとがきでは、新井素子の文体模写を行った。また、筒井康隆のドタバタSF『色眼鏡の狂詩曲』(1968)では、ほぼ本人そのままの設定で（名前は江藤典磨）主要登場人物となっている。筒井とは仲が良く、1971年には『SF教室』を共著した。
映画『スター・ウォーズ』に熱狂したことでも知られ、野田昌宏、石上三登志らとともに「スター・ウォーズ過激派」と自称し、日本公開前の同作品を観るだけのために渡米し、「俺はもう○回観た」と過激派仲間と自慢しあった。
批評家としての伊藤の業績を評価する上で欠かせないのが、かつて『SFマガジン』誌上で連載された名物コラム「SFスキャナー」である。このコラムは、『SFマガジン』1964年1月号から「マガジン走査線」の表題で連載がスタートし、翌1965年の2月号から「SFスキャナー」へと名称を変更、以後1970年10月号まで伊藤が執筆を担当し続けた。
1970年代以降、SF文化が「浸透と拡散」（筒井康隆）をとげ、さらにインターネットを通じて情報・商品が容易に入手できるようになった昨今ではもはや想像だに困難であるが、第二次世界大戦後、国内でのSFの商業出版がようやく軌道にのりはじめた1960年代にあっては、平均的なSF読者にとって、伊藤の手がけた「SFスキャナー」こそが最新の英米SF事情を知るための主要な情報源であった。
この連載がいかに多くの労を執筆者に強いるかについては、のちに伊藤の後を受けて連載を引きついだ一人である浅倉久志が、次のような率直な証言を残している。
SFマガジンの初期、伊藤典夫さんの海外SF紹介コラム〈SFスキャナー〉を愛読したSFファンは数多い。この人気コラムは、〈マガジン走査線〉という題名だったころから数えると、一九六四年から七〇年までつづいたが、伊藤さんが新しい連載SF評論にとりかかるため、ついに選手交代ということになった。当時の編集長の森優（南山宏）さんのお声がかかったのは、岡田英明（鏡明）さんと団精二（荒俣宏）さん、それにぼくの三人。輪番制で三ヵ月に一度コラムを担当することになったが、なにしろ一回分が十六枚という、当時のぼくにとっては未曾有の長さ。しかも、せっかく読んだ新刊が、つまらなくて紹介不能というケースも多々あり、この仕事を毎月［原文傍点強調］七年間もつづけていた前任者の偉大さに驚嘆するばかり。十一回で息が切れてお役御免にしてもらい、あとは風見潤さんが引き受けてくれることになった。
戦後のわが国への英米SFの翻訳紹介において、伊藤典夫の功績は浅倉久志のそれとならんで双璧をなすとの評価がある。だが、この2人の仕事ぶりは、一面において対照的ともいえる。つまり、浅倉が翻訳者としての全キャリアを通じて締め切りの約束を律儀に遵守しながらコンスタントに翻訳の仕事を続けていったのに対して、伊藤は、翻訳対象が自身にとって関心の深い作品であればあるほど、出版期限を度外視してでも、得心のゆくまでとことん読解に時間をかけることで知られている。
一例を挙げれば、サミュエル・R・ディレイニー『ノヴァ』の翻訳は、1970年代にすでに出版が予告されていながら、じっさいに刊行されたのは1988年になってであった。同様に、1996年に翻訳出版された同著者の『アインシュタイン交点』も、じつに「20年がかりの仕事」（加藤弘一）となった。
翻訳作業の前提条件として、対象作品に対する読み込みの深さと正確さとを真摯に追求する、もはや学究的ともいえるこの熱意は、幾多の名訳を生み出す原動力となる一方で、伊藤が翻訳を担当した作品は予定の期日をすぎても一向に出版されないという弊害を生んだ。
翻訳作品の出版とはいささか事情が異なるが、前述のように伊藤は1960年代以降、英米SFのレヴューアーとして活動し、海外作品の発掘・紹介に手腕を発揮した。その活動のエッセンスを示すものとして『伊藤典夫評論集』の刊行が長期にわたり予告（当初は東京創元社、のち国書刊行会）されてきたが、2025年４月、ついに刊行される（書名は『伊藤典夫評論集成』）に至った。
日本SF作家クラブ会員だったが、2013年、他のベテランSF作家らとともに名誉会員になった。

## 著書
- 『伊藤典夫評論集成』（国書刊行会） 2025

## 共著
- 『SF教室』 編：筒井康隆、著：筒井康隆、伊藤典夫、豊田有恒　ポプラブックス、1971　- 日本SFの歴史・作家・作品紹介を筒井、海外SFの歴史・作家・作品紹介を伊藤、映像・漫画・用語解説を豊田が担当。
- 『なぜSFなのか？ 奇想天外放談集1』（豊田有恒, 平井和正, 南山宏, 荒巻義雄, 田中光二, かんべむさし, 堀晃, 横田順彌, 鏡明, 柴野拓美, 都筑道夫, 小松左京, 半村良, 矢野徹, 浅倉久志, 高齋正, 光瀬龍, 石上三登志共著、奇想天外社） 1978
- 『オレがSFなのだ 奇想天外放談集2』（筒井康隆, 荒巻義雄, 石川喬司, 平井和正, 豊田有恒, 田中光二, 山田正紀, 森優, 野田昌宏, 山野浩一, 藤子不二雄, 小野耕世, 眉村卓, 鈴木いづみ, 石上三登志, 手塚治虫, 大林宣彦共著、奇想天外社） 1979
- 『カート・ヴォネガット』（増田まもる, 永野文香, 中山悟視, 吉田恭子, 渡邉真理子共著、巽孝之監修、伊藤優子（YOUCHAN）編集、彩流社、現代作家ガイド6） 2012

## 責任編集
- 『世界のSF文学・総解説』（石川喬司と共同で責任編集、自由国民社）、 1978
- 『世界のSF文学 総解説』（伊藤典夫責任編集、自由国民社）1984/12/1
- 『世界のSF文学 総解説 改訂版』（伊藤典夫責任編集、自由国民社）1991/12/1
- 『SFベスト201』（編、新書館、2005）

## 翻訳
- 『破壊された男』（アルフレッド・ベスター、早川書房） 1965、のち文庫
- 『恋人たち』（フィリップ・ホセ・ファーマー、早川書房） 1966、ののち『世界SF全集21　ポール コーンブルース アンダースン ファーマー』に収録、のち文庫
- 『地球の長い午後』（ブライアン・W・オールディス、早川書房） 1967、のち文庫
- 『10月1日では遅すぎる』（フレッド・ホイル、早川書房） 1968、のち文庫
- 『ニュー・ワールズ傑作選 no.1』（マイクル・ムアコック編、浅倉久志共訳、早川書房） 1971
- 『地球最後の砦』（A・E・ヴァン・ヴォクト、浅倉久志共訳、ハヤカワSF文庫） 1971
- 『地球人のお荷物』（ポール・アンダースン & ゴードン・R・ディクスン、稲葉明雄共訳、ハヤカワSF文庫） 1972
- 『銀河のさすらいびと』（キース・ローマー、ハヤカワSF文庫） 1974
- 『ウエディング・ゲーム』（フレデリック・コーナー、文化出版局、愛のシリーズ） 1976
- 『SFベスト・オブ・ザ・ベスト』下（ジュディス・メリル編、井上一夫, 浅倉久志, 吉田誠一共訳、創元推理文庫） 1977
- 『ジョナサンと宇宙クジラ』（ロバート・F・ヤング、編訳、ハヤカワ文庫） 1977
- 『停滞空間』（アイザック・アシモフ、共訳、ハヤカワ文庫） 1979
- 『SF - その歴史とヴィジョン』（ロバート・スコールズ, エリック・ラブキン、浅倉久志, 山高昭共訳、TBSブリタニカ） 1980
- 『羽根むしられて ウディ・アレン短編集』（ウディ・アレン、堤雅久共訳、CBS・ソニー出版） 1981、のち河出文庫 1992
- 『世界カーSF傑作選』（R・シルヴァーバーグ編、浅倉久志共訳、講談社文庫） 1981
- 『これでおあいこ ウディ・アレン短編集』（ウディ・アレン、浅倉久志共訳、CBS・ソニー出版） 1981、河出文庫 1992
- 『生存の図式』（ジェイムズ・ホワイト、早川書房） 1983　のち創元SF文庫
- 『ふるさと遠く』（ウォルター・テヴィス、黒丸尚共訳、ハヤカワ文庫） 1986
- 『宇宙市民』（ロバート・シェクリイ、共訳、ハヤカワ文庫） 1987
- 『クラックポット カルト映画の巨匠ジョン・ウォーターズの偏愛エッセイ』（ジョン・ウォーターズ、徳間書店） 1991
- 『地球間ハイウェイ』（ロバート・リード、ハヤカワ文庫） 2004
- 『輝く断片』（シオドア・スタージョン、大森望編、大森望, 柳下毅一郎共訳、河出書房新社） 2005
- 『どんがらがん』（アヴラム・デイヴィッドスン、殊能将之編、浅倉久志, 中村融, 深町眞理子, 若島正共訳、河出書房新社） 2005
- 『火星ノンストップ ヴィンテージSFセレクション 胸躍る冒険篇』（ジャック・ウィリアムスン, マレイ・ラインスター, C・L・ムーア, ポール・アンダースン, A・E・ヴァン・ヴォクト, アラン・E・ナース, コリン・キャップ、山本弘編、浅倉久志他共訳、早川書房） 2005
- 『デス博士の島その他の物語』（ジーン・ウルフ、浅倉久志, 柳下毅一郎共訳、国書刊行会） 2006
- 『蒸気駆動の少年』（ジョン・スラデック、柳下毅一郎編、柳下毅一郎, 浅倉久志, 大森望, 大和田始, 風見潤, 酒井昭伸, 野口幸夫, 山形浩生, 若島正共訳、河出書房新社） 2008
- 『ノパルガース』（ジャック・ヴァンス、ハヤカワ文庫） 2009
- 『運命のボタン』（リチャード・マシスン、尾之上浩司編、尾之上浩司共訳、ハヤカワ文庫） 2010
- 『リアル・スティール』（リチャード・マシスン、尾之上浩司編、尾之上浩司共訳、ハヤカワ文庫） 2011[17]
- 『たんぽぽ娘』（ロバート・F・ヤング、編訳、河出書房新社） 2013、のち河出文庫
- 『伊藤典夫翻訳SF傑作選 ボロゴーヴはミムジイ』（高橋良平編、早川文庫） 2016
- 『時間線をのぼろう【新訳版】』（ロバート・シルヴァーバーグ、創元SF文庫） 2017
- 『無常の月 ザ・ベスト・オブ・ラリイ・ニーヴン』（ラリイ・ニーヴン、小隅黎共訳、ハヤカワ文庫SF） 2018
- 『伊藤典夫翻訳SF傑作選 最初の接触』（高橋良平編、ハヤカワ文庫SF） 2019
- 『小惑星ハイジャック』（ロバート・シルヴァーバーグ、創元SF文庫） 2021

### アーサー・C・クラーク
- 『宇宙のオデッセイ2001』（アーサー・C・クラーク、早川書房、ハヤカワ・ノヴェルズ） 1968、のち改題文庫化『2001年宇宙の旅』、のち『決定版 2001年宇宙の旅』
- 『太陽からの風』（アーサー・C・クラーク、山高昭共訳、ハヤカワ文庫） 1978
- 『2010年宇宙の旅』（アーサー・C・クラーク、早川書房） 1984、のち文庫
- 『3001年終局への旅』（アーサー・C・クラーク、早川書房） 1997、のち文庫
- 『失われた宇宙の旅2001』（アーサー・C・クラーク、ハヤカワ文庫） 2000

### レイ・ブラッドベリ
- 『黒いカーニバル』（レイ・ブラッドベリ、編訳、早川書房） 1972、のち文庫
- 『十月の旅人』（レイ・ブラッドベリ、大和書房） 1974、のち新潮文庫
- 『ハロウィーンがやってきた』（レイ・ブラッドベリ、晶文社、文学のおくりもの） 1975、のち新装版『ハロウィーンがやってきた』（文学のおくりもの ベスト版、1997）
- 『火の柱』（レイ・ブラッドベリ、大和書房） 1980
- 『キリマンジャロ・マシーン』（レイ・ブラッドベリ、共訳、早川書房） 1981、のち文庫 1989

のち『歌おう、感電するほどの喜びを!』との合本で、『歌おう、感電するほどの喜びを! 新版』（ハヤカワ文庫） 2015
- 『恐竜物語』（レイ・ブラッドベリ、新潮文庫） 1984
- 『歌おう、感電するほどの喜びを!』（レイ・ブラッドベリ、ハヤカワ文庫） 1989

のち『キリマンジャロ・マシーン』との合本で、『歌おう、感電するほどの喜びを! 新版』（ハヤカワ文庫） 2015
- 『瞬きよりも速く』（レイ・ブラッドベリ、村上博基, 風間賢二共訳、早川書房） 1999、のち文庫
- 『二人がここにいる不思議』（レイ・ブラッドベリ、新潮文庫） 2000
- 『社交ダンスが終った夜に』（レイ・ブラッドベリ、新潮文庫） 2008
- 『華氏451度 新訳版』（レイ・ブラッドベリ、ハヤカワ文庫） 2014

### カート・ヴォネガット・ジュニア
- 『猫のゆりかご』（カート・ヴォネガット・ジュニア、早川書房） 1968、のち文庫
- 『屠殺場5号』（カート・ヴォネガット・ジュニア、早川書房） 1973、のち改題文庫化『スローターハウス5』
- 『モンキー・ハウスへようこそ』（カート・ヴォネガット・ジュニア、吉田誠一, 浅倉久志他共訳、早川書房） 1983、のち文庫（2分冊）
- 『バゴンボの嗅ぎタバコ入れ』（カート・ヴォネガット、浅倉久志共訳、早川書房） 2000、のち文庫
- 『カート・ヴォネガット全短篇 1 バターより銃』（カート・ヴォネガット、大森望監訳、浅倉久志, 宮脇孝雄, 鳴庭真人共訳、早川書房） 2018
- 『カート・ヴォネガット全短篇 2 バーンハウス効果に関する報告書』（カート・ヴォネガット、大森望監訳、浅倉久志, 宮脇孝雄, 円城塔, 鳴庭真人共訳、早川書房） 2018
- 『カート・ヴォネガット全短篇 3 夢の家』（カート・ヴォネガット、大森望監訳、浅倉久志, 宮脇孝雄, 谷崎由依, 鳴庭真人共訳、早川書房） 2019
- 『カート・ヴォネガット全短篇 4 明日も明日もその明日も』（カート・ヴォネガット、大森望監訳、浅倉久志, 宮脇孝雄, 鳴庭真人共訳、早川書房） 2019

### ハーラン・エリスン
- 『世界の中心で愛を叫んだけもの』（ハーラン・エリスン、浅倉久志共訳、早川書房） 1973、のち文庫
- 『危険なヴィジョン 1』（ハーラン・エリスン編、共訳、ハヤカワ文庫） 1983
- 『死の鳥』（ハーラン・エリスン、ハヤカワ文庫） 2016
- 『ヒトラーの描いた薔薇』（ハーラン・エリスン、小尾芙佐, 深町眞理子共訳、ハヤカワ文庫SF） 2017
- 『危険なヴィジョン〔完全版〕1』（ハーラン・エリスン編、伊藤典夫他訳、ハヤカワ文庫SF） 2019

### サミュエル・R・ディレイニー
- 『時は準宝石の螺旋のように』（サミュエル・R・ディレーニ、浅倉久志他共訳、サンリオSF文庫） 1979
- 『ノヴァ』（サミュエル・R・ディレイニー、ハヤカワ文庫） 1988
- 『アインシュタイン交点』（サミュエル・R・ディレイニー、ハヤカワ文庫） 1996
- 『ベータ2のバラッド』（サミュエル・R・ディレイニー他、若島正編、浅倉久志, 板倉厳一郎, 小野田和子共訳、国書刊行会） 2006

### コードウェイナー・スミス
- 『鼠と竜のゲーム 人類補完機構1』（コードウェイナー・スミス、浅倉久志共訳、ハヤカワ文庫） 1982
- 『シェイヨルという名の星 人類補完機構』（コードウェイナー・スミス、ハヤカワ文庫） 1994
- 『第81Q戦争 人類補完機構』（コードウェイナー・スミス、ハヤカワ文庫） 1997
- 『スキャナーに生きがいはない 人類補完機構全短篇1』（コードウェイナー スミス、浅倉久志共訳、ハヤカワ文庫） 2016
- 『アルファ・ラルファ大通り 人類補完機構全短篇2』（コードウェイナー・スミス、浅倉久志共訳、ハヤカワ文庫） 2016
- 『三惑星の探求 人類補完機構全短篇3』（コードウェイナー・スミス、酒井昭伸共訳、ハヤカワ文庫SF） 2017

### ジェイムズ・ティプトリー・ジュニア
- 『老いたる霊長類の星への賛歌』（ジェイムズ・ティプトリー・ジュニア、友枝康子共訳、サンリオSF文庫） 1986、のちハヤカワ文庫
- 『愛はさだめ、さだめは死』（ジェイムズ・ティプトリー・ジュニア、浅倉久志共訳、ハヤカワ文庫） 1987
- 『故郷から10000光年』（ジェイムズ・ティプトリー・ジュニア、ハヤカワ文庫） 1991
- 『星ぼしの荒野から』（ジェイムズ・ティプトリー・ジュニア、浅倉久志共訳、ハヤカワ文庫） 1999
- 『あまたの星、宝冠のごとく』（ジェイムズ・ティプトリー・ジュニア、小野田和子共訳、ハヤカワ文庫） 2016

### R・A・ラファティ
- 『つぎの岩につづく』（R・A・ラファティ、浅倉久志共訳、ハヤカワ文庫） 1996
- 『昔には帰れない』（R・A・ラファティ、浅倉久志共訳、ハヤカワ文庫） 2012
- 『町かどの穴 ラファティ・ベスト・コレクション1』（R・A・ラファティ、牧眞司監修、浅倉久志他共訳、ハヤカワ文庫） 2021
- 『ファニーフィンガーズ ラファティ・ベスト・コレクション2』（R・A・ラファティ、牧眞司監修、浅倉久志他共訳、ハヤカワ文庫） 2021

## アンソロジー編集
- 『世界SF全集32 世界のSF 現代篇』（福島正実共編、早川書房） 1969
- 『世界SF全集31 世界のSF 古典編』（福島正実, 野田昌宏共編、早川書房） 1971
- 『吸血鬼は夜恋をする』（マシスン他、編訳、文化出版局） 1975 、のち再刊『吸血鬼は夜恋をする SF&ファンタジイ・ショートショート傑作選』(創元SF文庫) 2002
- 『夢の中の女 - ロマンSF傑作選』（石川喬司共編、ベストブック社） 1976、のち旺文社文庫
- 『ファンタジーへの誘い』（編、講談社文庫） 1977
- 『冷たい方程式 SFマガジン・ベスト1』（トム・ゴドウィン他、浅倉久志共編、ハヤカワ文庫） 1980
- 『空は船でいっぱい SFマガジン・ベスト2』（シオドア・スタージョン他、浅倉久志共編、ハヤカワ文庫） 1980
- 『スペースマン 宇宙SFコレクション1』（浅倉久志共編、新潮文庫） 1985
- 『スターシップ 宇宙SFコレクション2』（浅倉久志共編、新潮文庫） 1985
- 『タイム・トラベラー 時間SFコレクション』（浅倉久志共編、新潮文庫） 1987
- 『冷たい方程式』（トム・ゴドウィン他、編訳、ハヤカワ文庫） 2011 - 上記同題アンソロジーとは別編集
- 『海の鎖』（ガードナー・R・ドゾワ他、編訳、国書刊行会、未来の文学） 2021